# Episodi di Malcolm (seconda stagione)
La seconda stagione di Malcolm è andata in onda sul canale statunitense Fox dal 5 novembre 2000 al 20 maggio 2001. In Italia è stata trasmessa in chiaro da Italia 1 dal 21 aprile 2004 al 15 febbraio 2005.
| nº | Titolo originale        | Titolo italiano          | Prima TV USA     | Prima TV Italia  |
| -- | ----------------------- | ------------------------ | ---------------- | ---------------- |
| 1  | Traffic Jam             | L'ingorgo                | 5 novembre 2000  | 21 aprile 2004   |
| 2  | Halloween Approximately | Tempo di scherzi         | 8 novembre 2000  | 22 aprile 2004   |
| 3  | Lois' Birthday          | Il compleanno di mamma   | 12 novembre 2000 | 23 aprile 2004   |
| 4  | Dinner out              | Invito a cena            | 15 novembre 2000 | 26 aprile 2004   |
| 5  | Casino                  | Week-end nella riserva   | 19 novembre 2000 | 27 aprile 2004   |
| 6  | Convention              | Istinti primordiali      | 22 novembre 2000 | 28 aprile 2004   |
| 7  | Robbery                 | Caccia al pipistrello    | 26 novembre 2000 | 29 aprile 2004   |
| 8  | Therapy                 | In terapia               | 29 novembre 2000 | 30 aprile 2004   |
| 9  | High School Play        | La recita                | 10 dicembre 2000 | 3 maggio 2004    |
| 10 | The Bully               | Il bullo                 | 17 dicembre 2000 | 4 maggio 2004    |
| 11 | Old Mrs. Old            | Una terribile vecchietta | 7 gennaio 2001   | 5 maggio 2004    |
| 12 | Krelboyne Girl          | Il primo amore           | 14 gennaio 2001  | 6 maggio 2004    |
| 13 | New Neighbors           | I nuovi vicini           | 21 gennaio 2001  | 7 maggio 2004    |
| 14 | Hal Quits               | Il quadro infinito       | 4 febbraio 2001  | 10 maggio 2004   |
| 15 | The Grandparents        | Si salvi chi può         | 11 febbraio 2001 | 11 maggio 2004   |
| 16 | Traffic Ticket          | Contestazioni            | 18 febbraio 2001 | 12 maggio 2004   |
| 17 | Surgery                 | Lo sciopero della fame   | 25 febbraio 2001 | 13 maggio 2004   |
| 18 | Reese Cooks             | Scuola di cucina         | 4 marzo 2001     | 14 maggio 2004   |
| 19 | Tutoring Reese          | L'imbroglio              | 11 marzo 2001    | 17 maggio 2004   |
| 20 | Bowling                 | La partita perfetta      | 1º aprile 2001   | 18 maggio 2004   |
| 21 | Malcolm Vs. Reese       | Panico in famiglia       | 22 aprile 2001   | 19 maggio 2004   |
| 22 | Mini-Bike               | La mini moto             | 29 aprile 2001   | 20 maggio 2004   |
| 23 | Carnival                | Notte al luna park       | 6 maggio 2001    | 21 maggio 2004   |
| 24 | Evacuation              | L'evacuazione            | 13 maggio 2001   | 14 febbraio 2005 |
| 25 | Flashback               | Ripassando il passato    | 20 maggio 2001   | 15 febbraio 2005 |

## L'ingorgo
- Titolo originale: Traffic Jam
- Diretto da: Todd Holland
- Scritto da: Dan Kopelman

### Trama
Malcolm, Reese, Hal e Lois sono di ritorno dal parco acquatico (Episodio 16 Stagione 1 - Una giornata di relax) rimangono intrappolati in un ingorgo stradale, con la prospettiva di non potersi muovere per diverse ore. In questa occasione, Malcolm conosce una ragazza, Jessica, e se ne innamora, passando diverse avventure con lei, mentre Lois impazzisce con un poliziotto che cerca di far sbloccare il traffico; nel frattempo, Dewey, lasciato da solo a casa, si perde in giro per il mondo, e ritorna proprio un momento prima del ritorno dei suoi. Intanto Francis scommette di riuscire a mangiare 100 caramelle a forma di paperella di fila.
- Altri interpreti: Arjay Smith (Finley), Eric Nenninger (Cadetto Eric), Kasan Butcher (Joe), Hallee Hirsh (Jessica), Mark Christopher Lawrence (Sceriffo numero 1), Jayne Taini (Fattore donna), Andy Mackenzie (Ladro), Andrew Craig (Mr. Wells), Skip O'Brien (Lavoratore), John Harrington Bland (Sceriffo numero 2), Erin Briskey (Bambino), Clyde Kusatsu (Gelataio).

## Tempo di scherzi
- Titolo originale: Halloween Approximately
- Diretto da: Todd Holland
- Scritto da: Dan Kopelman

### Trama
I ragazzi vorrebbero avere Francis a casa per organizzare un fantastico scherzo di Halloween, ma questo non avviene e così il tutto viene rimandato. Nel frattempo, Hal ruba l'automobile di uno spericolato amante della velocità che gli dava fastidio, ma poi scopre quanto sia eccitante guidarla e decide di scappare con Lois.
- Altri interpreti: Will Jennings (Eraserhead), Evan Matthew Cohen (Lloyd), Kyle Sullivan (Dabney), Craig Lamar Traylor (Stevie), Mary Gillis (Vecchia donna), Kevin Brief (Tizio), Jack Shearer (Vicino numero 1), Kate Asner (Vicino numero 2), Leslie David Baker (Poliziotto), Danny Cistone (Jogger).

## Il compleanno di mamma
- Titolo originale: Lois' Birthday
- Diretto da: Ken Kwapis
- Scritto da: Alex Reid

### Trama
È il compleanno di Lois, e per evitare brutte sorprese, dà 10 $ a testa ai ragazzi perché le comprino un regalo, ma questi li spendono tutti in caramelle per loro. Poi anche Hal si dimentica del suo compleanno, facendole decidere di scappare di casa. Infine, però, tutti insieme si rendono conto di aver bisogno di lei e la fanno tornare. Nel frattempo, Francis conosce una bella ragazza venuta in gita negli Stati Uniti dal Mozambico.
- Altri interpreti: David Anthony Higgins (Craig), Blair Wingo (Amaani), Patricia Place (Sig.a Jansen), Patti Lewis (Guida turistica), Robert Briscoe Evans (Padre di Timmy), Sean Marquette (Ragazzo), Keith Alexander (II) (Clown numero 1).

## Invito a cena
- Titolo originale: Dinner out
- Diretto da: Jeff Melman
- Scritto da: Michael Glouberman, Andrew Orenstein

### Trama
I Kenarban invitano la famiglia a cena, e Reese decide di divertirsi un po' con un nuovo gioco, il "gioco del cerchio". Intanto Hal e Abe vanno a bere insieme, e Lois e Kitty hanno una discussione piuttosto concitata.
- Altri interpreti: Drew Powell (Drew), James Henriksen (Cameriere), Tinsley Grimes (Sue Ann), Melissa Marsala (Lorene), Francesca Ingrassia (Becky).

## Week-end nella riserva
- Titolo originale: Casino
- Diretto da: Todd Holland
- Scritto da: Gary Murphy, Neil Thompson

### Trama
La famiglia va in un casinò indiano dove Hal, cercando di sfruttare l'aiuto di Malcolm in tutti i modi, vince una serie impressionante di partite.
- Altri interpreti: Kasan Butcher (Joe), David Anthony Higgins (Craig), Todd Giebenhain (Richie), Michael Horse (Uomo della sicurezza), Ajgie Kirkland (Sindaco Hughes), Todd Eckert (Uomo dell'hotel), Michelle Davison: (Donna), B.J. Porter (Attendant numero 1), Kristen Trucksess (Attendant numero 2), Larry Weissman (Camerire), Sara Van Horn (Mamma di Riché)

## Istinti primordiali
- Titolo originale: Convention
- Diretto da: Jeff Melman
- Scritto da: Bob Stevens

### Trama
Mentre Hal e Lois sono via, Malcolm e Reese cercano in tutti i modi di attirare verso di loro le attenzioni della sexy babysitter Patty, che però preferisce a loro Dewey.
- Altri interpreti: Kyle Sullivan (Dabney), Evan Matthew Cohen (Lloyd), Will Jennings (Eraserhead), Craig Lamar Traylor (Stevie), Kasan Butcher (Joe), Robert Curtis Brown (Tom), Melody Perkins (Patty), Alison La Placa (Barbara).

## Caccia al pipistrello
- Titolo originale: Robbery
- Diretto da: Todd Holland
- Scritto da: Alan J. Higgins

### Trama
Dei rapinatori fanno irruzione nel Lucky Aide, e Craig li fa arrabbiare parecchio non volendo dare loro la combinazione della cassaforte. Intanto a casa Hal e i ragazzi hanno un problema con i pipistrelli usciti da un vecchio armadio portato a casa da Hal per poi regalarlo a Lois al loro anniversario. Alla fine è lo stesso Craig a salvare tutti dai rapinatori.
- Altri interpreti: Arjay Smith (Finley), David Anthony Higgins (Craig), Teresa Velarde (Theresa), Dewey Weber(Rapinatore numero 1), Maz Jobrani (Rapinatore numero 2), Frank Clem (Creepy), Mark Cartier (Cliente).

## In terapia
- Titolo originale: Therapy
- Diretto da: Ken Kwapis
- Scritto da: Ian Busch

### Trama
Malcolm decide di andare in terapia perché si sente umiliato nella sua classe, ma Reese lo scopre e rivela tutto a Lois.
- Altri interpreti: Eric Nenninger (Cadetto Eric), Drew Powell (Cadetto Drew), Kyle Sullivan (Dabney), Evan Matthew Cohen (Lloyd), Craig Lamar Traylor (Stevie), Kasan Butcher (Joe), Nancy Lenehan (Christie), Johnny Lewis (Cadetto Martin), Catherine Lloyd Burns (Caroline).

## La recita
- Titolo originale: High School Play
- Diretto da: Jeffrey Melman
- Scritto da: Maggie Bandur, Pang-Ni Landrum

### Trama
Malcolm viene scelto come protagonista di una rappresentazione teatrale e per questo trascura i suoi amici ed il loro progetto segreto: un razzo che finirà col provocare un parto precipitoso alla loro insegnante. Hal e Dewey creano una società utopica con le costruzioni nel salotto, il bambino finirà col trasformarla in un regno di terrore a cui metterà fine Lois cadendo rovinosamente su quanto costruito. Francis nel frattempo cerca di combattere la austerità obbligata dal Capitano Spangler grazie ad un semplice fiore.
- Guest star: Busy Philipps (Meghan), Octavia Spencer (cassiera)

## Il bullo
- Titolo originale: The Bully
- Diretto da: Jeffrey Melman
- Scritto da: Alex Reid

### Trama
Reese viene sconfitto a wrestling da una ragazza, così smette di fare il bullo. Inizialmente sembrerebbe andare tutto a gonfie vele, ma le persone che avevano subito torti da Malcolm colgono l'occasione per vendicarsi su di lui senza poi incorrere nelle ire del fratello. Inoltre altri ragazzi cominciano a vessare gli studenti più giovani e deboli, e addirittura i disabili, senza controllo. È anarchia, e i "secchioni" chiedono aiuto proprio a Reese per far ritornare la situazione come era.
Intanto Francis cerca di convincere i suoi genitori a farlo tornare a casa per il suo compleanno perché all'accademia gli altri ragazzi radono il festeggiato e lo buttano in uno stagno.

## Una terribile vecchietta
- Titolo originale: Old Mrs. Old
- Diretto da: Todd Holland
- Scritto da: Alan J. Higgins

### Trama
Malcolm rompe un braccio ad una burbera vecchietta. Per punirlo, sua madre, lo obbliga a passare da lei tutti i pomeriggi per aiutarla con le faccende domestiche. La donna, a causa di un mix di farmaci e alcol, cade in un sonno profondo, così Malcolm e i "secchioni" decidono di prendere la sua auto e di andare a fare un giro. Però Lois li scopre.

## Il primo amore
- Titolo originale: Krelboyne Girl
- Diretto da: Arlene Sanford
- Scritto da: Bob Stevens

### Trama
Nella classe di Malcolm è arrivata una strana ragazza, Cynthia. Lois ritiene che Dewey sia troppo grande per giocare ancora con il suo pupazzo di pezza Domingo quindi prova a toglierlo convincendo Dewey che è portatore di pericolosi germi. Francis tenta di convincere Hal a fornire un alibi per evitare di essere punito dal Comandante Spangler.

## I nuovi vicini
- Titolo originale: New Neighbors
- Diretto da: Ken Kwapis
- Scritto da: Maggie Bandur, Pang-Ni Landrum

### Trama
Nella casa accanto a quella di Malcolm si è trasferita una nuova famiglia. All'inizio sembra andare tutto bene ma la situazione degenera. Si accenderà una disputa che vedrà coinvolti tutti i componenti della famiglia. Solo Hal sembra essere in sintonia.
- Guest star: Dakota Fanning (Emily)

## Il quadro infinito
- Titolo originale: Hal Quits
- Diretto da: Ken Kwapis
- Scritto da: Michael Glouberman, Andrew Orenstein

### Trama
Hal inizia un nuovo hobby, la pittura; però il quadro che sta realizzando non lo soddisfa.
- Guest star: Kurt Fuller (Mr. Young), Shaun Toub (Janic)

## Si salvi chi può
- Titolo originale: The Grandparents
- Diretto da: Todd Holland
- Scritto da: Gary Murphy, Neil Thompson

### Trama
Improvvisamente a casa della famiglia si presentano i genitori di Lois. I nonni rivelano di voler molto bene ai loro nipoti e ci tengono al loro. Intanto Francis organizza con i suoi compagni di andare a New Orleans a celebrare festa del Martedì Grasso.

## Contestazioni
- Titolo originale: Traffic Ticket
- Diretto da: Jeffrey Melman
- Scritto da: Larry Strawther

### Trama
Lois viene multata da un poliziotto, che lei crede corrotto, perché non ha dato la precedenza a un'altra macchina e viene quindi arrestata a causa delle multe non pagate di Francis. La donna, allora, decide di contestare la multa perché è sicura di avere ragione. Malcolm, però, trova un video di sorveglianza e scopre che la madre, per la prima volta, ha torto: all'inizio nessuno, tra Hal e i figli, ha il coraggio di rivelarglielo, ma poi, quando scoprono quanto la donna abbia intenzione di andare fino in fondo con la propria causa, decidono di darle la sconvolgente notizia, per cui Lois, dopo un iniziale rifiuto, si arrende e decide di andare a scuola guida per riprendere la patente. Dopo una settimana, però, Craig mostra ad Hal e ai ragazzi un secondo video, che mostra l'incidente da un'altra angolazione e che dimostra come Lois avesse ragione. Hal e i figli però distruggono subito la cassetta e obbligano Greg al silenzio, perché da quando Lois ha ammesso di avere torto è diventata molto più sopportabile.

## Lo sciopero della fame
- Titolo originale: Surgery
- Diretto da: Jeff Melman
- Scritto da: Maggie Bandur, Pang-ni Landrum

### Trama
Francis organizza uno sciopero della fame per protestare contro la scelta del Comandante Spangler di bandire la televisione all'accademia. Intanto Malcolm viene ricoverato nel reparto pediatria per essere operato di appendicite. Senza Malcolm in casa la famiglia gioca a Marcia e Conquista (un gioco da tavolo simile al Risiko).
- Guest Star: Chase Ellison nella parte del bambino che vuole giocare a ruba mazzo.

## Scuola di cucina
- Titolo originale: Reese Cooks
- Diretto da: Jeffrey Melman
- Scritto da: Dan Kopelman

### Trama
Hal e Lois non sanno più come punire Reese, sembra che nulla gli importi davvero. Allora cercano di rivolgergli un'attenzione positiva e lo iscrivono ad un corso di cucina. Si rivelerà insolitamente ed eccezionalmente bravo, ma non meno distruttivo, tuttavia la cosa si risolve in un successo per Hal e Lois, perché alla fine i due scoprono di poter finalmente punire il figlio proibendogli di cucinare.
- Guest star: Ashlee Simpson (liceale), Erik von Detten (liceale)

## L'Imbroglio
- Titolo originale: Tutoring Reese
- Diretto da: Ken Kwapis
- Scritto da: Ian Busch

### Trama
Reese rischia di andare nella classe di sostegno a causa dei suoi bassi voti. Lois decide allora di farlo aiutare nello studio da Malcolm che riluttante accetta. Nel frattempo Francis, tornato temporaneamente a casa, viene cacciato per essersi rifiutato di riparare il tetto. I voti di Reese nonostante i netti miglioramenti con Malcolm continuano ad essere delle F, finché, quando deve affrontare la verifica decisiva, Malcolm con un abile stratagemma la compila al posto suo. Il risultato è comunque F e questo porta Malcolm a scoprire che l'insegnante, il signor Woodward, per antipatia sta volontariamente dando voti bassi a Reese per farlo mettere nella classe di sostegno. Quando Lois scopre del "complotto", minaccia Woodward di rivelare la cosa alla scuola; l'insegnante risponde ricordando come questa cosa, se fosse resa nota, comporterebbe anche l'espulsione di Malcolm, ma Lois risponde a sua volta di essere disposta a sacrificarlo per Reese perché sa che, al contrario del fratello, Malcolm riuscirebbe comunque a cavarsela. L'episodio termina con Malcolm, Reese, Francis e Woodward obbligati a riparare il tetto.

## La partita perfetta
- Titolo originale: Bowling
- Diretto da: Todd Holland
- Scritto da: Alex Reid

### Trama
Una serata al bowling seguita da due diversi punti di vista: quello di Lois, madre rompiscatole e opprimente, e quello di Hal, padre permissivo e ancora infantile...

## Panico In Famiglia
- Titolo originale: Malcolm vs. Reese
- Diretto da: Todd Holland
- Scritto da: Dan Kopelman

### Trama
Francis torna a casa, ma essendo annoiato, decide di prendere due biglietti per uno show che piace moltissimo anche a Malcolm e Reese, e potendo portare solo uno di loro, li mette uno contro l'altro dicendo che a guadagnarsi il biglietto sarà il fratello che gli dimostrerà più affetto. Inizialmente si fa fare da loro ogni genere di favore, ma alla fine i due contendenti inizieranno semplicemente a ostacolarsi a vicenda. Intanto Dewey deve occuparsi di Gelatina, il gatto di Craig, il quale deve andare fuori città per una convention, ma il gatto scapperà di casa e nel tentativo di riportarlo, Hal e Lois finiranno per dar fuoco alla casa di Craig.

## La mini moto
- Titolo originale: Mini-Bike
- Diretto da: Ken Kwapis
- Scritto da: Michael Glouberman, Andrew Orenstein

### Trama
I tre fratelli trovano una mini moto, la aggiustano e la rimettono in sesto, collaborando da veri fratelli. Il problema è convincere la madre a fargliela usare: Lois infatti lo proibisce e mentre Malcolm e Deewey cercano di convincerla, Reese di nascosto ci fa un giro, rompendosi la gamba.

## Notte al luna park
- Titolo originale: Carnival
- Diretto da: Ken Kwapis
- Scritto da: Alex Reid

## L'evacuazione
- Titolo originale: Evacuation
- Diretto da: Todd Holland
- Scritto da: Gary Murphy, Neil Thompson

### Trama
Hal lascia cadere il divano dal tettuccio della macchina, che andrà a sbattere contro un treno, provocando una fuoriuscita di gas tossico. Tutta la città è costretta a rifugiarsi nella palestra della scuola, e ogni componente della famiglia si farà notare, per una ragione o per l'altra, creando guai.

## Ripassando il passato
- Titolo originale: Flashback
- Diretto da: Jeffrey Melman
- Scritto da: Ian Busch

### Trama
Lois teme di essere rimasta di nuovo incinta e per scoprirlo fa il test di gravidanza insieme ad Hal. Nell'attesa di conoscere il risultato i due hanno modo di ripensare alla nascita dei loro figli e tutti i guai che negli anni hanno causato. Alla fine il test risulterà negativo.